# Система електронної взаємодії державних електронних інформаційних ресурсів «Трембіта»
Система електронної взаємодії державних електронних інформаційних ресурсів «Трембіта» — це сучасне організаційно-технічне рішення, яке дозволяє будувати безпечні інформаційні міжвідомчі взаємодії державним органам та органам місцевого самоврядування через інтернет шляхом обміну електронними повідомленнями між їх інформаційними системами.
Система «Трембіта» є одним із ключових елементів інфраструктури надання електронних послуг громадянам та бізнесу, який забезпечує зручний уніфікований доступ до даних державних реєстрів.
Основу системи «Трембіта» становить удосконалена естонська платформа обміну даними X-ROAD, яка є фундаментом естонського цифрового суспільства.

## Загальні відомості
Держателем системи «Трембіта» є Міністерство цифрової трансформації України.
З 1 грудня 2022 року, у зв'язку з припиненням державного підприємства «Державний центр інформаційних ресурсів України», адміністратором системи «Трембіта» стало державне підприємство «ДІЯ»
Учасниками системи «Трембіта» є органи державної влади, органи місцевого самоврядування, суб'єкти господарювання, які мають зареєстрований в ядрі системи шлюз безпечного обміну.
Суб'єктами електронної взаємодії в системі «Трембіта» є власники електронних інформаційних ресурсів, що обмінюється даними з іншими суб'єктами електронної взаємодії через систему та можуть публікувати інтерфейси прикладного програмування (вебсервіси) та/або вебклієнти на шлюзі безпечного обміну учасника системи.
Простими словами: Учасники — це адміністратори шлюзу безпечного обміну й, як правило, адміністратори електронного інформаційного ресурсу (інформаційної системи) суб'єкта електронної взаємодії. Суб'єкти електронної взаємодії — це будь-які юридичні особи, які бажають обмінюватись даними через систему.
Система «Трембіта» створювалась Міністерством цифрової трансформації України (до 2019 р. Державним агентством з питань електронного урядування України) у співпраці з «Академією електронного управління», в межах проекту «EGOV4UKRAINE» Програми «U-LEAD з Європою».
Більш детальні відомості про систему «Трембіта» можна знайти на офіційній вебсторінці.
Україна стала партнером Nordic Institute for Interoperability Solutions (NIIS), щоб співпрацювати над X-Road та іншими цифровими урядовими рішеннями, брати участь у відповідних дискусіях та сприяти розширенню сфери діяльності NIIS.

## Впровадження
Міністерство цифрової трансформації України активно проводить роботи із підключення до системи «Трембіта» органів державної влади та місцевого самоврядування.
Станом на вересень 2021 року:
- понад 150 органів органів державної влади, органів місцевого самоврядування, суб'єктів господарювання уклали угоду про підключення до системи;
- понад 50 електронних інформаційних ресурсів підключено до системи;
- опубліковано понад 220 вебсервісів;
- побудовано понад 200 електронних взаємодій;
- здійснено понад 200 млн транзакцій.

## Характеристики
- Децентралізована: «Трембіта» — це повністю розподілена відмовостійка система. Її використання не передбачає централізації даних і зміни їх власника.
- Одержання доступу до даних державних реєстрів різними установами відповідно до заданих повноважень, що, у свою чергу, підвищує якість надання електронних публічних послуг громадянам та бізнесу.
- Легке уніфіковане створення взаємодій між інформаційними системами, оскільки використовує єдиний набір правил та форматів.
- Стійкість до відмов унаслідок децентралізованого встановлення компонентів у учасників та обміну даними напряму між учасниками без проходження крізь проміжні вузли.
- Високий рівень захищеності завдяки підписанню електронною печаткою та шифруванню всіх даних, що передаються, а також протоколюванню подій, контролю доступу до вебсервісів і вжиттю заходів, спрямованих на протидію атакам типу «відмова у обслуговуванні».

## Захист інформації
Система «Трембіта» має атестат відповідності на комплексну систему захисту інформації та експертні висновки на компоненти, які встановлюються у учасників системи. Кожен учасник системи «Трембіта» повинен створити комплексну систему захисту інформації у власній інформаційній системі (електронному ресурсі) або внести зміни до існуючої комплексної системи захисту інформації.
Нижче наведено відомості про наявні атестати відповідності та експертні висновки:
- Атестат відповідності на комплексну систему захисту інформації ядра системи «Трембіта» (завантажити)
- Експертний висновок на захищений компонент обчислювальної системи UXP Security Server версії 1.8.6 SP1 (завантажити)
- Експертний висновок на захищений компонент обчислювальної системи UXP Security Server версії 1.12.2  (завантажити)
- Експертний висновок на захищений компонент обчислювальної системи UXP Security Server версії 1.12.4  (завантажити)
- Експертний висновок на організаційно-технічне рішення для комплексної системи захисту інформації вузла учасника системи (завантажити)

## Нормативно-правова база і стандарти
1. Розпорядження Кабінету Міністрів України від 5 вересня 2012 р. № 634-р «Про схвалення Концепції створення та функціонування інформаційної системи електронної взаємодії державних електронних інформаційних ресурсів»
2. Постанова Кабінету Міністрів України від 8 вересня 2016 р. № 606 «Деякі питання електронної взаємодії державних електронних інформаційних ресурсів»
3. Постанова Кабінету Міністрів України від 10 травня 2018 р. № 357 «Деякі питання організації електронної взаємодії державних електронних інформаційних ресурсів»
4. Наказ Державного агентства з питань електронного урядування України від 13 вересня 2018 р. № 51 «Про затвердження форматів електронних повідомлень та обміну даними системи електронної взаємодії державних електронних інформаційних ресурсів»
5. Наказ Державного агентства з питань електронного урядування України від 19 жовтня 2018 р. № 68 «Про затвердження примірного договору про інформаційну взаємодію та примірної угоди про підключення до системи електронної взаємодії державних електронних інформаційних ресурсів»
6. Наказ Міністерства цифрової трансформації України від 01 жовтня 2021 р. № 134 «Про затвердження примірних угод про приєднання до системи електронної взаємодії державних електронних інформаційних ресурсів»
7. Регламент системи електронної взаємодії державних електронних інформаційних ресурсів